# (21504) Caseyfreeman
(21504) Caseyfreeman (1998 KS19) – planetoida z grupy pasa głównego asteroid okrążająca Słońce w ciągu 4,32 lat w średniej odległości 2,65 j.a. Odkryta 22 maja 1998 roku.